# Bozkov
Bozkov é uma comuna checa localizada na região de Liberec, distrito de Semily.